# Archipel d'Oskarshamn
L'archipel d'Oskarshamn est un archipel suédois situé au sud-ouest de la mer Baltique. Il regroupe environ 5 400 îles et îlots.

## Géographie

### Localisation
L'archipel s'étend sur 55 km du nord au sud, un chapelet d’îles le long de la côte de Småland sur la commune d'Oskarshamn.

### Nature
La grande majorité des îles est composée de roches de granit. Pourtant la plus grande île, Runnö, de même que l'île Furö (populairement appelée aussi Furön), sont composées surtout de grès, une roche détritique.

### Îles de l'archipel
Parmi les plus grandes îles de l'archipel, se trouvent : Runnö, Blå Jungfrun, Storö, Ekö, Vinö, Ävrö et Furö.
Runnö, la plus grande île, fait environ 3,5 kilomètres de longueur et 2,7 kilomètres de largeur, avec une altitude maximale de seulement 10 mètres.
La plupart de ces îles sont proches de la côte. Mais l'île de Blå Jungfrun constitue une exception. Elle est située à 10 milles marins (18,5 kilomètres) de la côte. Blå Jungfrun est l'île la plus élevée de l'archipel avec les 86,6 mètres de son point culminant. Depuis 1926, l'île de Blå Jungfrun est un des vingt-neuf parcs nationaux de Suède.

## Tourisme et accès
Pendant l'été des bateaux font des tours dans l'archipel. II y a aussi une liaison entre Oskarshamn et le parc national Blå Jungfrun. Pour la navigation de plaisance, il y a des ports de plaisance à Påskallavik, Ernemar, Oskarshamn, Figeholm et Klintemåla.

## Galerie

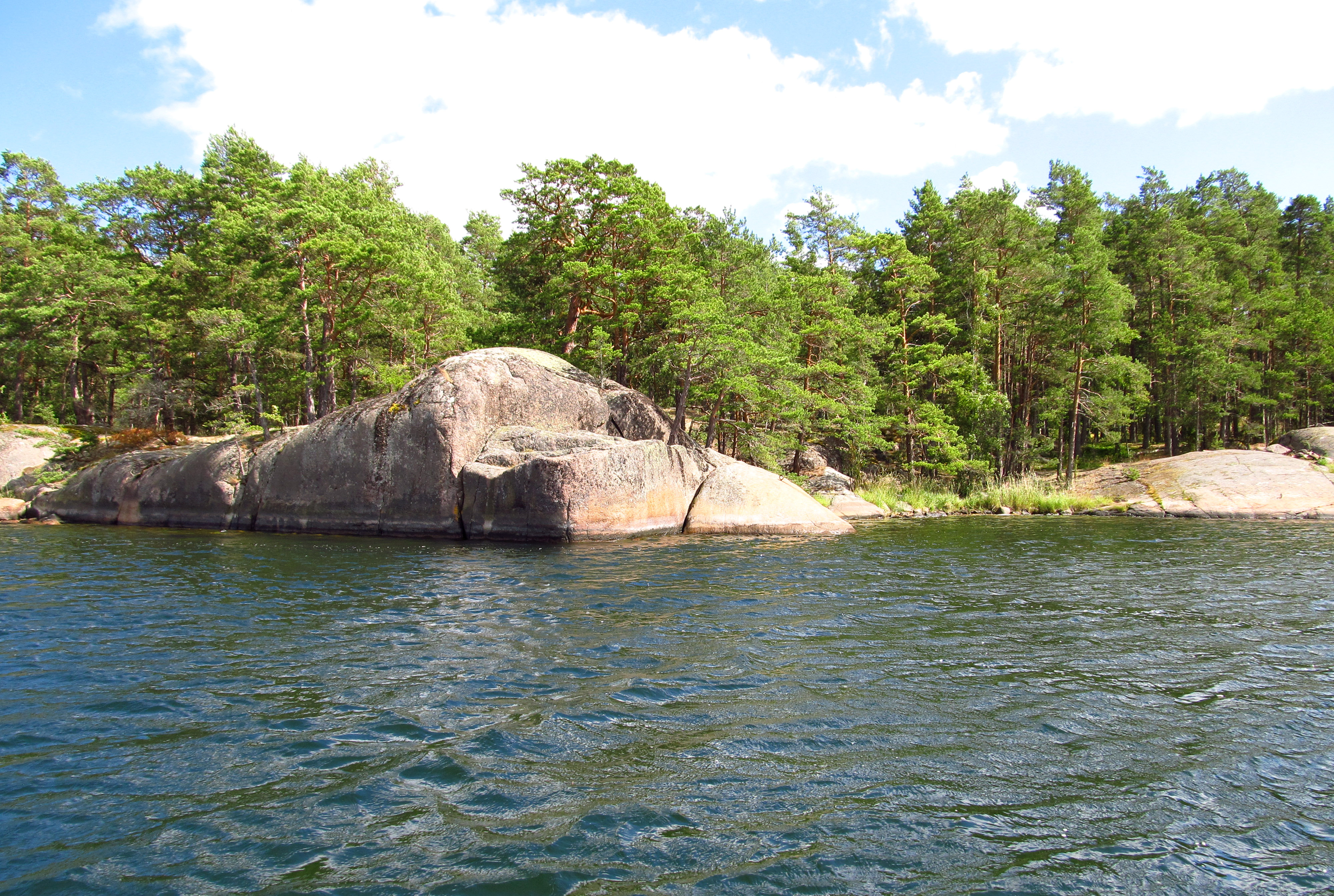
Storö, une île située en sud d'archipel.
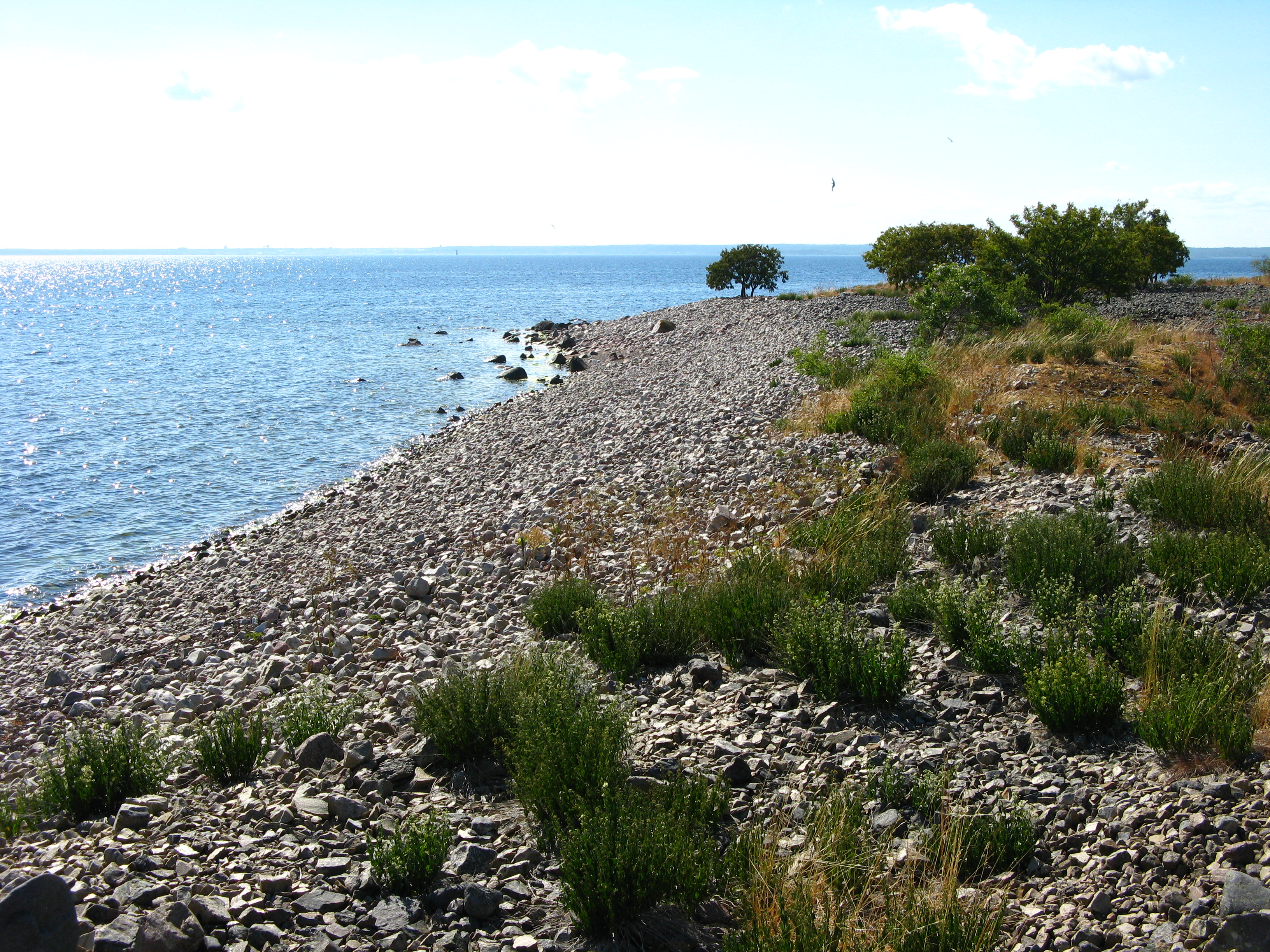
L'île de Furö.
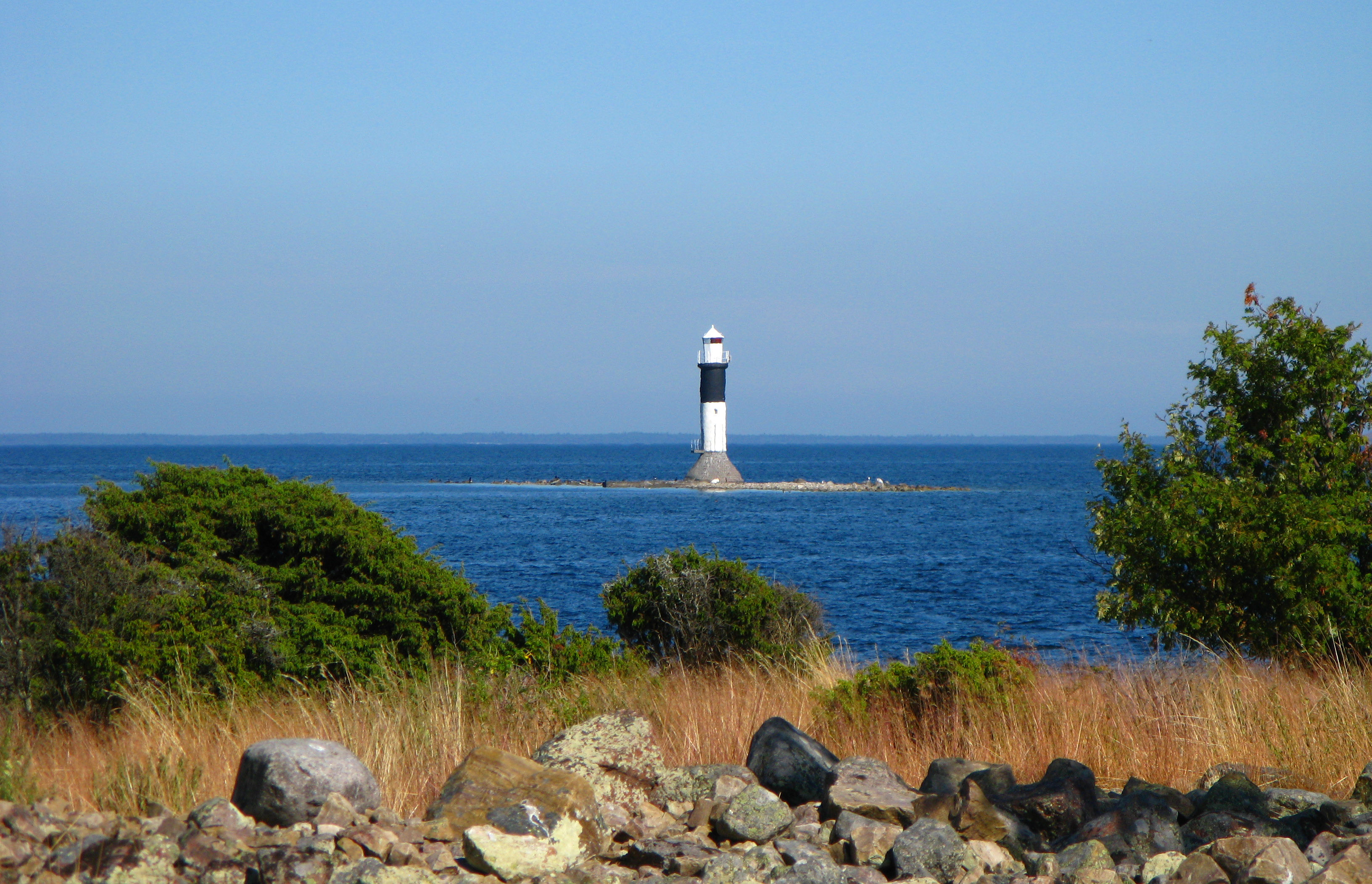
Le phare de Finnrevet.
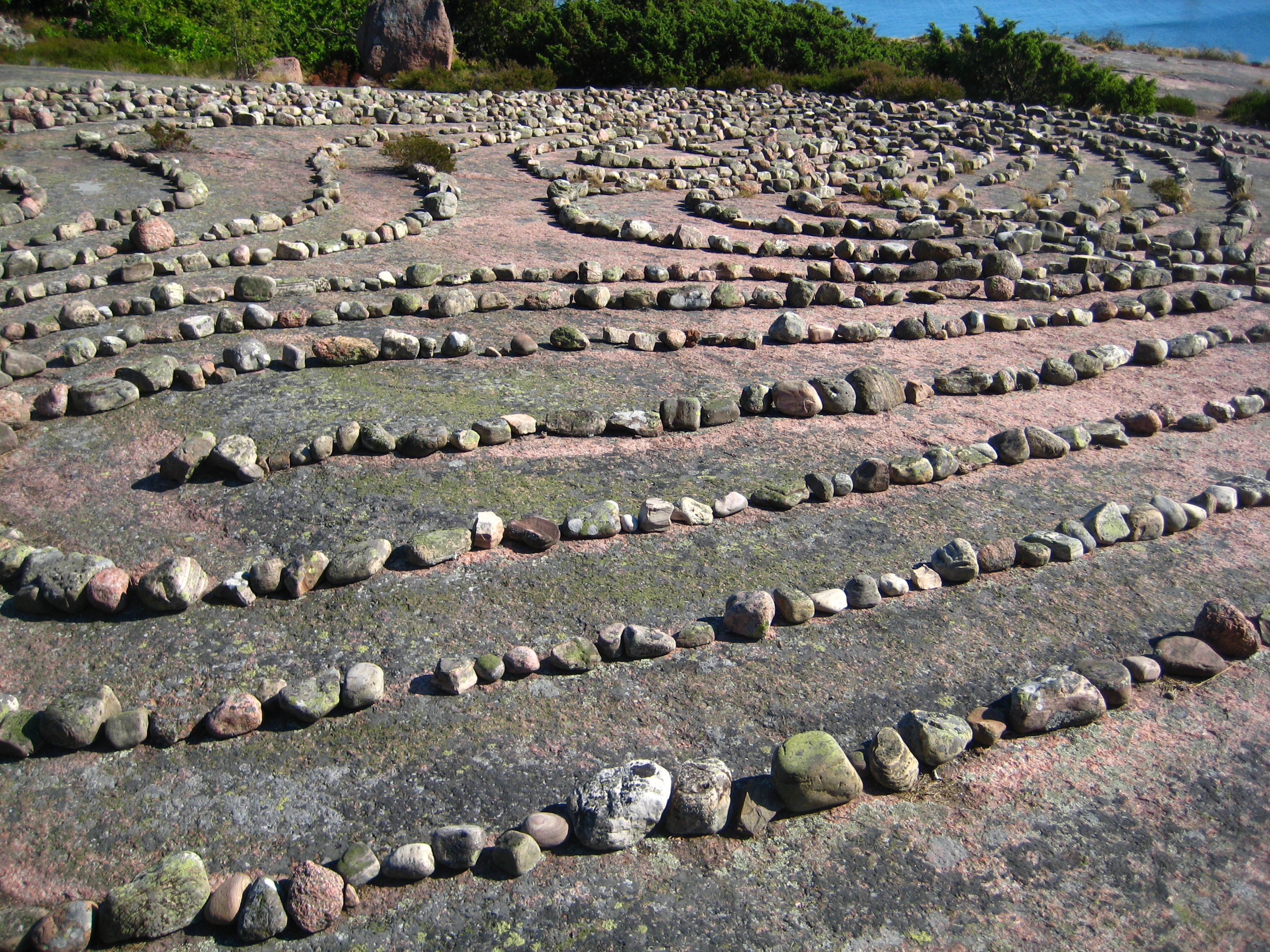
Labyrinthe ancien sur île de Blå Jungfrun.
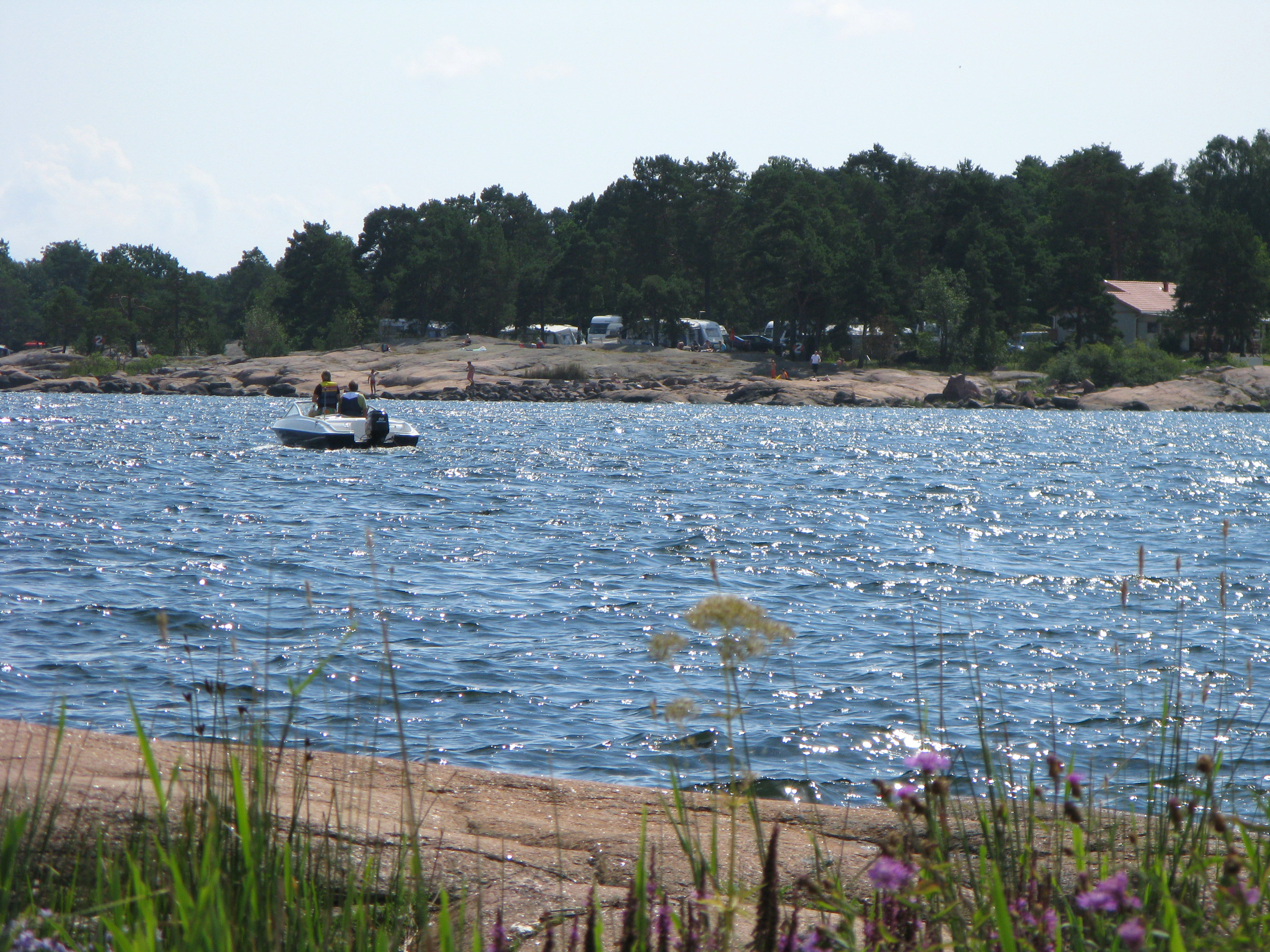
L'Île de Gunnarsö.